# 2025年ローマ教皇選挙
本項では2025年4月21日にローマ教皇フランシスコが帰天したことに伴い実施されたコンクラーベ（教皇選挙）について述べる。
ローマ教皇庁は2025年4月28日、新しい教皇を選出するコンクラーベを5月7日から開始すると発表した。

## 背景
次期コンクラーベについては、2025年3月にフランシスコが肺炎で入院加療したことから様々な臆測が飛び交うことになった。2025年4月21日、フランシスコは88歳で帰天した。

## 教皇候補者（Papabile）
コンクラーベに参加する枢機卿は、正式に洗礼を受けたカトリックの男性信徒であれば誰でも教皇に選出できることになっているが、1389年以降は同僚の枢機卿の中から選出されている。
現行のカトリック教会の規定では、コンクラーベに参加できる枢機卿は80歳未満に限られ、その定員は120人以内とされている。しかし、フランシスコが死去した時点では枢機卿252人のうち136人が80歳未満であったが、定員の上限については特に問題視されず、健康上の理由により辞退した2人と横領の疑いで有罪判決を受けた1人を除く133人が今回のコンクラーベに参加した。コンクラーベに参加できる枢機卿の人数に制限が設けられて以来、定員を超えた参加者によるコンクラーベは史上初であった。また、カトリック教会の枢機卿が刑事事件を起こして参加資格を剥奪されたのも史上初の事態であった。
コンクラーベの観察者たちは、より教皇に選出される可能性の高い数人の枢機卿を見出し、彼らのことをイタリア語で教皇候補者（papabile）（複数形でpapabili）と呼んできた。しかし、誰がpapabileと見なされるかはマスコミの推測の域を出ず、papabileと見なされていなかった者からの教皇の選出も少なくない。近年の例では、1958年にヨハネ23世を選出した1958年コンクラーベ、1978年にヨハネ・パウロ1世を選出した1978年8月コンクラーベと同年のヨハネ・パウロ1世の急死を受けてヨハネ・パウロ2世を選出した1978年10月コンクラーベ、そして2013年に教皇ベネディクト16世が退位したことに伴って行われ、フランシスコ自身が選出された2013年コンクラーベがこれに該当する。
今回のコンクラーベでは、イタリア出身のピエトロ・パロリンとマッテオ・ズッピ、ガーナ出身のピーター・タークソン、フィリピン出身のルイス・アントニオ・タグレ、ハンガリー出身のペテル・エルドーなどがマスコミによって有力候補と報じられていた。また、南米出身のフランシスコは従来の教皇と比べて欧州以外の地域からも積極的に枢機卿を任命していたため、今回のコンクラーヴェで参加資格を持つ枢機卿135人（実際の参加者は133人）の内訳は、欧州53人、北米16人、中南米21人、アジア23人、アフリカ18人、オセアニア4人と、史上初めて欧州出身の枢機卿が半数を下回る状態となり、地元のマスコミからは「欧州中心主義が薄れ、これまでで最も国際的なコンクラーベとなる」と評された。

## コンクラーヴェ
2025年5月7日、コンクラーベが開始された。選挙期間中、携帯電話の通信は遮断された。一方で、枢機卿たちの宿所となったサン・マルタ館には新たに電池式の目覚まし時計が大量に用意されることとなった。これは電子式腕時計を使用していた枢機卿がコンクラーベ開始前の所持品検査で没収された際に「時間が分からない」とクレームを寄せたことを受けての対応としてである。
　
このコンクラーベでは、4回目の投票でアメリカ合衆国出身のロバート・フランシス・プレヴォスト枢機卿が新教皇に選出され、「レオ14世」を名乗ることとなった。彼は一部のマスコミが予想していた候補者の中に名前は挙がっていたものの、カトリックよりもプロテスタントの信者が多数派を占めるアメリカ合衆国の出身だったため大きな注目は集めておらず、外部から見れば予想外の選出だったと言える。ただし、レオ14世は司祭および司教としての人生の大部分をカトリックの信者が多い南米のペルーで過ごしており、アメリカ国籍のみならずペルー国籍も有していることが選出後に公表された。

### 投票結果
- 第1回目投票（5月7日）：黒煙（選出されず）[15]
- 第2,3回目投票（5月8日午前）: 黒煙（選出されず）[16]
- 第4回目投票（5月8日午後）：白煙（教皇選出）[17]